# Wimpernserum
Ein Wimpernserum, auch Wimpernwachstumsserum, Lash-Booster oder Wimpernbooster genannt, wird genutzt zum Zweck, das natürliche Wachstum der Wimpern zu verstärken und damit unter anderem Menschen mit spärlichen Wimpern zu einem voluminöseren Wimpernkranz und längeren Wimpern zu verhelfen. Diese auf dem Lidrand aufzutragenden Produkte enthalten neben wimpernwachstumsfördernden Wirkstoffen häufig auch Pflegestoffe, die die Gesundheit der einzelnen Wimpern stärken und sie fester in der Wurzel verankern sollen.
Mit der Entdeckung der wimpernwachstumsfördernden Eigenschaften bestimmter Prostaglandinabkömmlinge wurden entsprechende Produkte rasch populär. Aufgrund der Ansiedlung im Graubereich zwischen Kosmetikum und Arzneimittel werden sie unter Verbraucherschutzaspekten kritisch gesehen und erlangten auch mediale Aufmerksamkeit.

## Physiologie des Wimpernwachstums

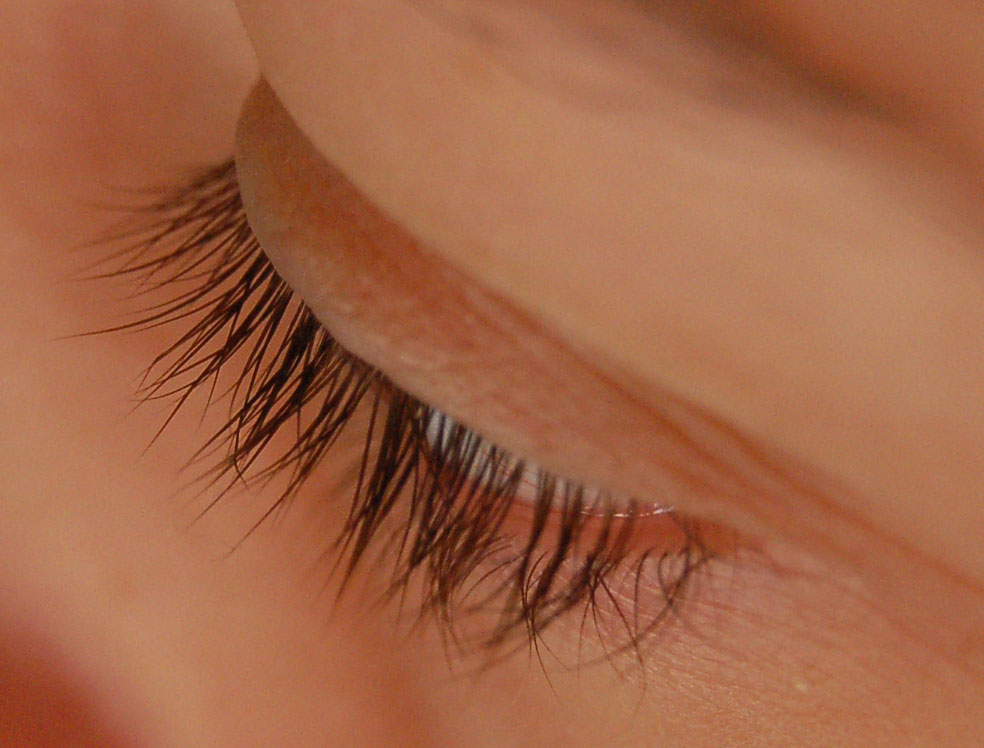
Menschliche Wimpern

Das Wimpernwachstum folgt einem Zyklus aus Wachstums-, Übergangs- und Ruhephase. Die Wachstumsphase (Anagenphase) der Wimper dauert beim Menschen nur zirka 1 bis 2 Monate und ist damit deutlich kürzer als die des Kopfhaares. Innerhalb der Wachstumsphase wachsen die Wimpern durchschnittlich 0,15 mm täglich und erreichen am Ende ihre maximale Länge. Es schließt eine ungefähr 15-tägige Übergangsphase (Katagenphase) an, in der die Epithelzellen des Haarfollikels absterben (Apoptose). Die abschließende Ruhephase besteht bei Wimpernhaaren 4 bis 9 Monate lang und ist damit erheblich länger als die der Kopfhaare. Der komplette Zyklus dauert bei menschlichen Wimpern etwa 5 bis 12 Monate. Nach dem Ausfallen werden Wimpernhaare durch neu nachwachsende Wimpern ersetzt.

## Wirkstoffe

### Prostaglandinabkömmlinge
Zu den wirksamen Stoffen werden die sogenannten Prostaglandinanaloga gerechnet, strukturell mit dem Prostaglandin F2α verwandte Stoffe, deren Einsatz in Kosmetika jedoch in Fachkreisen nicht unumstritten ist. Prostaglandine gehören zu den Gewebshormonen, also lokalen Informationsträgern, die den Informationsgehalt von Außensignalen innerhalb der Zellen weitertransportieren.

Struktur von Prostaglandin F_{2α}

Struktur von Bimatoprost

Die Entdeckung der wimpernwachstumsfördernden Eigenschaften der Prostaglandinanaloga ist auf einen Befund aus der Augenheilkunde zurückzuführen und wurde erstmals 1997 für das Glaukommittel Latanoprost beschrieben. Auch Glaukom-Patienten, die Travoprost- oder Bimatoprost-Augentropfen zur Verringerung des Augeninnendruckes (Travatan, Lumigan) erhielten, stellten innerhalb weniger Wochen ein verstärktes Wimpernwachstum als Nebenwirkung fest. Das Pharmaunternehmen Allergan brachte daraufhin 2008 das verschreibungspflichtige Medikament Latisse auf den US-Markt, das von der amerikanischen Lebensmittel- und Arzneimittelbehörde FDA zur Behandlung von Patienten mit Wimpernwachstumsstörungen (Hypotrichose) zugelassen wurde. In der klinischen Studie konnte ein deutlich verbessertes Wimpernwachstum gegenüber Placebo nachgewiesen werden. In der doppelt verblindeten Studie waren nach Behandlung mit einer 0,03%igen Bimatoprost-Lösung die Prominenz des Wimpernkranzes beurteilt sowie Länge, Dicke und Farbe der Wimpernhaare gemessen worden.
Die Wirkung von Bimatoprost beruht auf der Verlängerung der Anagenphase, so dass die Wimpern dadurch mehr in die Länge wachsen. Auch treten mehr Wimpern gleichzeitig auf. Zudem scheint die durch Bimatoprost induzierte Stimulation der Melanogenese zu dunkleren Wimpern zu führen. Der genaue Wirkmechanismus ist nicht bekannt. Bimatoprost ist eine synthetisch hergestellte Verbindung, die zwar eine strukturelle Ähnlichkeit zu Prostaglandin F2α aufweist, jedoch nicht über die bekannten Prostaglandinrezeptoren wirkt. Es ahmt vielmehr die Wirkungen von körpereigenen Substanzen nach, den sogenannten Prostamiden, die ebenfalls an der Regulation des Augeninnendruckes beteiligt sind. Die Struktur des Prostamidrezeptors wurde noch nicht identifiziert.
Mit der Entdeckung der wimpernwachstumsfördernden Eigenschaften bestimmter Prostaglandinanaloga wurden Wimpernwachstumsseren schnell populär. In europäischen Ländern ist Latisse nicht zugelassen. Stattdessen gibt es kosmetische Präparate mit Inhaltsstoffen, die die Wirkung von Bimatoprost imitieren sollen. Es sind ebenfalls synthetisch hergestellte Prostaglandinabkömmlinge wie beispielsweise:
- Cloprostenolisopropylester[13]
- Norbimatoprost[14] (Methylamidodihydronoralfaprostal, MDN)
- Ethyltafluprostamid[15] („Dechloro dihydroxy difluoro ethylcloprostenolamide“)

Wegen der strukturellen Verwandtschaft zu Bimatoprost gelten ähnliche (erwünschte und unerwünschte) Wirkungen als wahrscheinlich, valide klinische Dokumentation (Studien) gibt es jedoch nicht. In Europa kam erstmals 2009 ein kosmetisches Wimpernwachstumspräparat mit einem Bimatoprost-Derivat auf den Markt und erzielte 2015 bereits einen Umsatz von 13 Millionen Euro.

### Andere Inhaltsstoffe
Der Verwendung alternativer Substanzen zum Zweck der Verbesserung des Wimpernwachstums liegt die Vorstellung zugrunde, dass sie Feuchtigkeit und Nährstoffe spenden, die die Haare für ein gesundes, kräftiges Wachstum benötigen und der Alterungsprozess an Wimpernhaar und -wurzel verzögert wird.
Als bewährte kosmetische Inhaltsstoffe gelten z. B.:
- Hyaluronsäure, Panthenol und Glycerin für die Versorgung mit Feuchtigkeit[17]
- Coffein zur Gefäßerweiterung und verbesserten Nährstoffversorgung[18]
- Proteine, bzw. Peptide[11] und Aminosäuren zur Stärkung der Haarstruktur
- Vitamine,[17] wie z. B. Vitamin E (Tocopherol) als „Anti-Aging“-Mittel oder Biotin zur Förderung des Zellstoffwechsels
- Rizinusöl gilt traditionell als Wimpernpflegestoff[17]

## Art der Anwendung

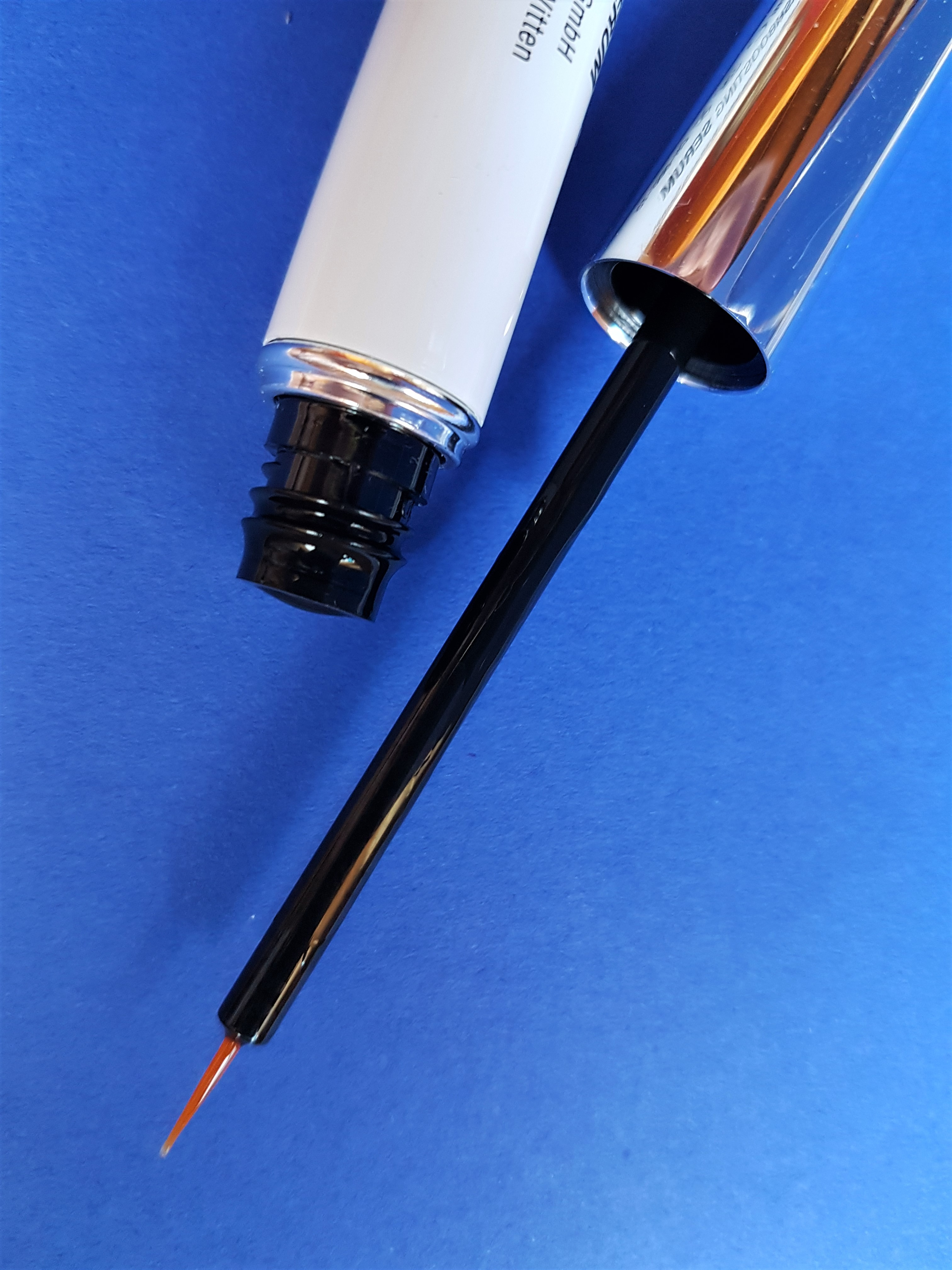
Serum mit Applikator

Die Wimpernwachstumsseren werden über den produktspezifisch angegebenen Zeitraum auf den gereinigten oberen Wimpernkranz wie ein Lidstrich aufgetragen, wobei ein Aufbringen auf dem unteren Augenrand sowie Benetzen des Auges und anderer Hautstellen zu vermeiden ist.

## Nebenwirkungen und Anwendungsbeschränkungen
Wimpernwachstumsseren, insbesondere solche die Prostaglandinanaloga enthalten, können eine Reihe von unerwünschten Wirkungen bewirken wie Brennen, Juckreiz, Rötungen und Schwellungen an der Applikationsstelle, ferner trockene Augen, Augenringe und -schatten, verstärkte Durchblutung der Bindehaut (Hyperämie), vermehrten Tränenfluss und Lidrandentzündungen. Bimatoprost kann bei direktem Augenkontakt ferner kurzfristige Sehstörungen hervorrufen, den Augeninnendruck verändern und zu irreversiblen Verfärbungen der Iris führen.
Da eine systemische pharmakologische Wirkung nicht ausgeschlossen werden kann, sollten Wimpernpräparate mit Prostaglandinanaloga nicht bei Schwangeren und Stillenden sowie Kindern und Jugendlichen angewendet werden.

## Kritik
Wimpernwachstumsseren werden als Kosmetika vertrieben, was bei prostaglandinhaltigen Präparaten wegen der pharmakologischen Wirksamkeit unter Verbraucherschutzaspekten kritisch gesehen wird. Zwar müssen Kosmetika gemäß der europäischen Kosmetikverordnung „bei normaler oder vernünftigerweise vorhersehbarer Verwendung für die menschliche Gesundheit sicher sein“, doch anders als bei Arzneimitteln, bei denen Studien über Wirksamkeit, Unbedenklichkeit und pharmazeutische Qualität klare Voraussetzungen erfüllen müssen, können Hersteller von kosmetischen Produkten die Untersuchungsmethoden weitgehend selbst bestimmen und müssen die Untersuchungsergebnisse nicht öffentlich machen.
Die Kommission für Kosmetische Mittel des Bundesinstituts für Risikobewertung (BfR), das in Deutschland für die Einschätzung der gesundheitlichen Risiken von Kosmetika zuständig ist, befasste sich bereits 2011 mit prostglandinhaltigen Wimpernwuchsmitteln und kritisierte deren Sicherheitsbewertung. 2018 empfahl die BfR-Kommission, das wissenschaftliche Expertengremium der EU-Kommission (SCCS) mit der Frage zur Anwendungssicherheit von Prostaglandinen, Prostaglandinanaloga und Prostamiden zu betrauen, mit dem Ziel eines Verbotes in kosmetischen Mitteln. Zudem befürwortete sie, Substanzen, für die bereits negative Sicherheitsbewertungen seitens des BfR oder vergleichbarer Einrichtungen vorhanden seien, über eine RAPEX-Meldung vom Markt zu nehmen. Das Bayerische Landesamt für Gesundheit und Lebensmittelsicherheit warnte zuletzt 2017 vor prostaglandinhaltigen Wimpernwachstumsseren und riet von der Anwendung ab. Es handele sich um Funktionsarzneimittel, die einer Zulassungspflicht durch die Bundesoberbehörde unterlägen.
Das Wochenmagazin „Stern“ berichtete, dass in Schweden die Arzneimittelbehörde seit 2012 regelmäßig Produkte mit Prostaglandin-Derivaten vom Kosmetikmarkt verbanne. Die Behörde stuft Prostaglandinanaloga als arzneiliche Wirkstoffe ein.
Im niederländischen Rundfunk „Avrotros“ war zu erfahren, dass die zuständige Niederländische Behörde für Lebensmittel- und Produktsicherheit (NVWA) 2018 einem Anbieter den Vertrieb eines bimatoprosthaltigen Wimpernpräparats untersagt hatte. In den Jahren zuvor hatten Kosmetikhersteller wegen Warnungen vor Bimatoprost in kosmetischen Wimpernpräparaten über das Schnellwarnsystem der EU-Kommission  bereits Produkte vom Markt genommen bzw. umgestellt.
Die US-amerikanische Lebensmittelüberwachungs- und Arzneimittelbehörde FDA warnte 2011 vor dem Gebrauch von Wimpernwachstumsmitteln mit Cloprostenolisopropylester, weil sie deren Anwendung als nicht sicher einstuft.
Die kanadische Gesundheitsbehörde verbietet in ihrer „Cosmetic Ingredient Hotlist“ seit 2015 Prostaglandine und Abkömmlinge als kosmetische Inhaltsstoffe.